# Saison 1962-1963 de la Jeunesse sportive de Kabylie
Maillots
Chronologie
Saison précédente Saison suivante
Cet article traite de la saison 1962-1963 de la Jeunesse sportive de Kabylie, saison qui se déroula après une interruption de sept ans due à la guerre d'Algérie. Les matchs se déroulèrent essentiellement en Critérium Honneur, mais aussi dans une nouvelle compétition appelé Coupe d'Algérie.
Il s'agit de sa première saison depuis l'indépendance de l'Algérie, soit sa onzième saison sportive si l'on prend en compte les dix précédentes qui eurent lieu durant l'époque coloniale. Cette saison voit également la naissance d'une rivalité entre la Jeunesse sportive de Kabylie et le Mouloudia Club Alger.

## Contexte historique et footballistique

### Le football algérien après l'indépendance
De nombreux tournois de football ont lieu un peu partout dans le pays pour fêter l'indépendance du pays. Dans les coulisses on s'active comme on peut pour organiser ce qui deviendra le premier championnat de football du pays. Il s'agit encore d'un championnat régional appelé "Critérium". Toutes les équipes de football du pays sont réparties en plusieurs groupes et selon leur affinités territoriales. Pour la région Centre nous avons cinq groupes d'une dizaine de clubs, pour la région Est trois groupes et la région Ouest six groupes. Ensuite les vainqueurs de chacun des groupes dans leurs régions s'affrontent dans une seconde phase pour en déterminer le champion régional. Puis enfin chaque champion régional s'affrontent dans un tournoi final afin d'en désigner le premier champion d'Algérie. Il a été décidé que le dauphin de la région centre pour cette première édition accompagnera son champion.

### Avant Saison: Préparation, rencontres et tournois amicaux
En 1962 des tournois amicaux de football ont lieu un peu partout dans le pays pour fêter l'indépendance de l'Algérie. La JS Kabylie en organise un appelé "Tournoi de Tizi-Ouzou" et qui eût lieu le 15 septembre 1962 au Stade Oukil Ramdane à Tizi Ouzou. Elle participe à deux autres tournois que sont celui d'El Harrach appelé "Tournoi El Ittihad" et celui organisé par le CR Belcourt appelé "Tournoi du CR Belcourt".

#### Tournoi de Tizi-Ouzou
Lors de ce premier tournoi amical disputé à Tizi Ouzou, l'équipe était composée des joueurs suivants : Belahcène, Merad, Haouchine, Ziane, Zoubir, Zeghdoud, Boumati, Cherrak A., Cherrak N., Baïdi et Moussa. Ils affrontent dans le premier match l'équipe du MC Alger, le 15 septembre 1962 et remportent la victoire. La JS Kabylie affronte ensuite toujours le même jour, en finale, la JS El Biar qu'elle bat également. Elle s'offre ainsi à l'issue de ces deux matchs, son premier trophée amical.
| Dates             | Tours       | Adversaires | Lieu des rencontres              | Scores | Buts JSK | Références          |
| ----------------- | ----------- | ----------- | -------------------------------- | ------ | -------- | ------------------- |
| 15 septembre 1962 | Demi-finale | MC Alger    | Stade Oukil Ramdane (Tizi Ouzou) | ?-?    | ?        | [ Rapport match 1 ] |
| 15 septembre 1962 | Finale      | JS El Biar  | Stade Oukil Ramdane (Tizi Ouzou) | ?-?    | ?        | [ Rapport match 2 ] |

Il s'agit de son premier tournoi amical remporté depuis l'indépendance du pays mais aussi du deuxième depuis son existence car par le passé l'équipe avait déjà, durant l'époque coloniale, remporté une compétition amicale. Ce fut précisément le 14 avril 1955 à l'occasion d'un match amical face au 22e bataillon des chasseurs alpins, et qui finit sur le score de trois buts à un en faveur de la JS Kabylie.

#### Tournoi "El Ittihad" du NA Hussein Dey
Une semaine après elle est invitée à un deuxième tournoi amical organisé par l'USM Maison-Carrée. La compétition se déroule dans le quartier de El Harrach, à Alger, et a pour nom « Tournoi El Ittihad ». Elle se présente à la compétition avec un effectif un peu plus étoffé car s'ajoute à l'équipe de la semaine passée, les joueurs : Tamine, Djezzar, Lahrari et les deux légendes du club que sont les frères Kouffi (Rabah et Saïd).
| Dates             | Tours       | Adversaires | Lieu des rencontres     | Scores | Buts JSK        | Références          |
| ----------------- | ----------- | ----------- | ----------------------- | ------ | --------------- | ------------------- |
| 22 septembre 1962 | Demi-finale | OM Ruisseau | Stade Municipal (Alger) | 8-1    | Iratni Saïd 52e | [ Rapport match 3 ] |
| 22 septembre 1962 | 3e place    | MC Alger    | Stade Municipal (Alger) | 1-0    | –               | [ Rapport match 4 ] |

Elle disputa alors son premier match dans le tournoi face à l'OM Ruisseau mais finit par s'incliner lourdement à la surprise générale sur le score sévère de huit buts à un (quatre à zéro à la mi_temps). Dans le second match de classement, la JS Kabylie retrouve le MC Alger qui s'était incliné face à l'USM Maison-Carrée et prend sa revanche de la semaine dernière. L'équipe s'inclina également lors de cette rencontre, un but à zéro, marqué à la 70e minute de jeu par Mezziani.
La JS Kabylie termina donc ce tournoi remporté par le NA Hussein Dey (victorieux de l'OM Ruisseau par trois buts à deux), à la quatrième place.

## Championnat d'Algérie: Critérium Honneur (1962-1963)
Le « Critérium Honneur », est donc créé en 1962, regroupant tous les clubs existants et répartis en plusieurs groupes selon leurs affinités territoriales. La région centre est constituée de cinq groupes comportant dix équipes.

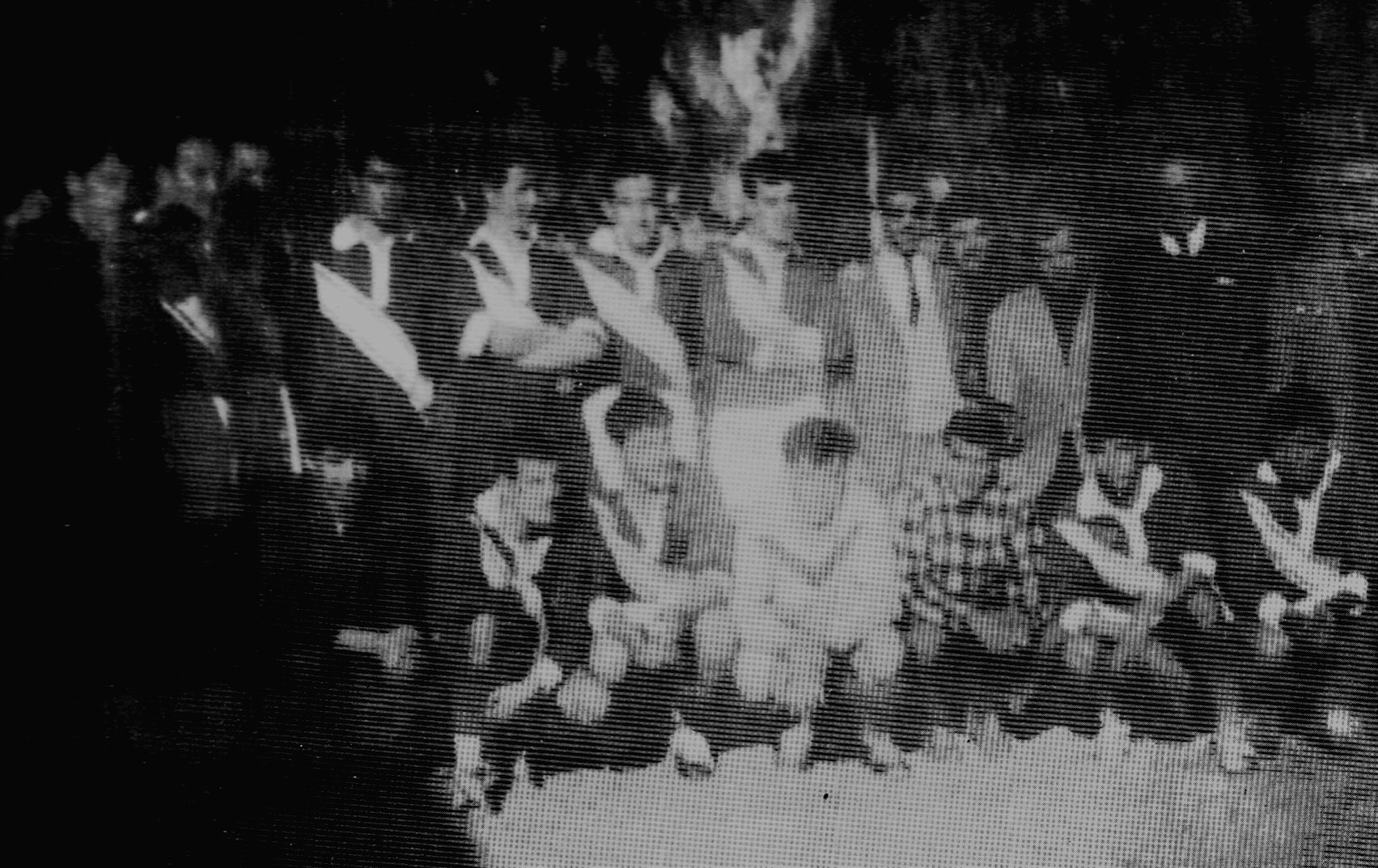
Équipe de la JSK 1962-1963
Debout : M.R Belhadj - S. Koufi - A. Haouchine - S. Karamani - R. Koufi - T. Abbès - A. Tamine - S. Hassoun - C. Abbas - A. Oulbani - S. Boukhalfi - M. Hammoutène (V.P)
Accroupis : R. Djezzar - F. Merad - D. Harouni - M. Lamari - H. Baïdi - M. Rafaï - Y. Ouahabi.

Le tirage au sort place la Jeunesse sportive de Kabylie dans le groupe un en compagnie de neuf autres équipes que sont :
- L'Union Sportive Musulmane Maison-Carrée (future USM El Harrach).
- Le Red Star Alger.
- La Jeunesse sportive Bordj Menaiel.
- Le Widad Olympique Rouïba.
- L'Entente Sportive Aïn-Taya.
- La Jeunesse Sportive Isserville-Les Issers.
- L'Association Sportive Dellys.
- L'Espérance Sportive Musulmane Algéroise.
- Le Mouloudia Club Alger.

La première phase est donc une poule de dix équipes, pour chaque groupe, qui s'affrontent en match aller et retour, afin d'en déterminer le vainqueur. Le vainqueur de ce groupe affrontera dans une seconde phase une éliminatoire départementale avec les vainqueurs des groupes.
Il a été décidé que le vainqueur à l'issue de cette seconde phase sera accompagné de son dauphin pour le tournoi national final où ils seront opposés aux vainqueurs des critériums Est et Ouest. Le vainqueur final de ce tournoi sera ensuite désigné comme étant le premier "Champion d'Algérie" de football.

### Calendrier du Groupe 1 du Critérium Honneur
Le calendrier est donné tel quel en début de saison à titre informatif, paru dans plusieurs journaux de la région d'Alger, dont La Dépêche d'Algérie. Toutefois, il est utile de rappeler que les dates des rencontres données ne sont pas fixes et furent l'objet de nombreux changements et reports. La cause principale fut la participation de la sélection nationale à son premier match international face à son homologue de la Bulgarie (victoire 2 buts à 1).
| Phase aller      | Match 1             | Match 2               | Match 3               | Match 4               | Match 5               | Phase retour    |
| ---------------- | ------------------- | --------------------- | --------------------- | --------------------- | --------------------- | --------------- |
| 7 octobre 1962   | J.S.K. / E.S.A.T.   | M.C.A. / R.S.A.       | U.S.M.M.C. / J.S.I.I. | J.S.B.M. / A.S.D.     | W.O.R. / E.S.M.A.     | 20 janvier 1963 |
| 14 octobre 1962  | A.S.D. / U.S.M.M.C. | J.S.I.I. / M.C.A.     | R.S.A. / J.S.K.       | E.S.A.T. / W.O.R.     | E.S.M.A. / J.S.B.M.   | 3 février 1963  |
| 20 octobre 1962  | W.O.R. / R.S.A.     | J.S.K / J.S.I.I.      | M.C.A. / A.S.D.       | U.S.M.M.C. / J.S.B.M. | E.S.A.T. / E.S.M.A.   | 10 février 1963 |
| 11 novembre 1962 | J.S.B.M. / M.C.A.   | A.S.D. / J.S.K.       | J.S.I.I. / W.O.R.     | R.S.A. / E.S.A.T.     | E.S.M.A. / U.S.M.M.C. | 17 février 1963 |
| 18 novembre 1962 | E.S.A.T. / J.S.I.I. | W.O.R. / A.S.D.       | J.S.K / J.S.B.M.      | M.C.A. / U.S.M.M.C.   | R.S.A. / E.S.M.A.     | 24 février 1963 |
| 2 décembre 1962  | U.S.M.M.C. / J.S.K. | J.S.B.M. / W.O.R.     | A.S.D. / E.S.A.T.     | J.S.I.I. / R.S.A.     | E.S.M.A. / M.C.A.     | 10 mars 1963    |
| 9 décembre 1962  | R.S.A. / A.S.D.     | E.S.A.T. / J.S.B.M.   | W.O.R. / U.S.M.M.C    | J.S.K. / M.C.A.       | J.S.I.I. / E.S.M.A.   | 17 mars 1963    |
| 23 décembre 1962 | M.C.A. / W.O.R.     | U.S.M.M.C. / E.S.A.T. | J.S.B.M. / R.S.A.     | A.S.D. / J.S.I.I.     | J.S.K. / E.S.M.A.     | 1er avril 1956  |
| 6 janvier 1963   | J.S.I.I. / J.S.B.M. | R.S.A. / U.S.M.M.C.   | E.S.A.T. / M.C.A.     | W.O.R. / J.S.K.       | E.S.M.A. / A.S.D.     | 7 avril 1963    |

Ceci eût pour conséquence de décaler les prochaines rencontres en championnat d'une semaine parfois deux avec les matchs en Coupe d'Algérie de football. Par ailleurs, une reprogrammation des rencontres fut effectuée par la Commission des compétitions avec comme conséquences d'intervertir les rencontres des 12e et 13e journées de championnats, de même pour celles de la 14e avec la 17e journée et celles de la 15e avec la 18e journée.

### Phase aller du Groupe 1 du Critérium Honneur
La première phase de ce championnat débute donc le 7 octobre 1962, pour la JS Kabylie comme pour tous les clubs du pays. Pour la première journée de championnat, la JSK reçoit l'ES Aïn-Taya et remporte son premier match sur le score fleuve de sept buts à un. Le 14 octobre 1962, elle se déplace à Alger afin d'affronter le Red Star Alger d'où elle revient victorieuse sur le score de trois buts à zéro grâce à son trio d'attaquants de pointe : Abbès, Lahari et Baïdi. La phase aller se poursuit deux semaines plus tard car entre-temps avait eu lieu la première réunion de la toute jeune Fédération algérienne de football le dimanche 21 octobre 1962. Donc une semaine après cette réunion, pour le compte de la troisième journée de championnat, la JSK reçoit son voisin des Issers, la JSI Issers et s'impose sur le score de trois buts à un.
La JS Kabylie est sur une bonne dynamique, après trois victoires en championnat, elle en obtient une autre en Coupe d'Algérie de football face à l'ES Ben Aknoun (victoire deux buts à zéro), et c'est forte de quatre victoires toutes compétitions confondues qu'elle se rend à Dellys pour y affronter l'équipe locale. Cette équipe de l'AS Dellys, bien connue des kabyles pour avoir été l'un de ses premiers adversaires durant l'époque coloniale, est vaincue sur le score de quatre buts à deux, dont un doublé du joueur Zoubir. Après avoir défait son voisin de Dellys, la JSK fera de même avec son autre voisin de Bordj Menaiel, à savoir la JS Bordj Menaiel. En effet, pour le compte de la cinquième journée, à Tizi Ouzou, la JSK remporte le derby sur le score de trois buts à un, avec notamment un doublé de son joueur Baïdi.
Hasard du calendrier, juste avant la sixième journée de championnat, les protégés d'Hammoutène rencontrent de nouveau la JSBM pour leur deuxième match en coupe d'Algérie. Une rencontre qui se termine par une victoire sans appel sur le score de quatre buts à un. Début décembre, la JSK se déplace à Maison-Carrée afin d'affronter l'USM Maison-Carrée et signe là sa sixième victoire en autant de rencontres en championnat, sur le score de trois buts à un, soit sa huitième victoire toutes compétitions confondues. À la vue de ces premiers résultats, la phase aller s'avère pour les coéquipiers de Saïd Kouffi et Amar Haouchine très encourageante et surtout très prolifique en buts et propulse la JSK en tête de la phase aller du groupe I. Néanmoins, quelques incidents regrettables sont à signaler en ce qui concerne la fin de cette phase aller. Incidents qui ont marqué la fin de la rencontre entre la JSK et le MCA à Tizi Ouzou puis à Ménerville.
| Dates            | Journées    | Adversaires       | Lieux des rencontres             | Scores | Buts JSK                                    | Références           |
| ---------------- | ----------- | ----------------- | -------------------------------- | ------ | ------------------------------------------- | -------------------- |
| 7 octobre 1962   | 1re journée | ES Aïn-Taya       | Stade Oukil Ramdane (Tizi Ouzou) | 7-1    | ??                                          | [ Rapport match 5 ]  |
| 14 octobre 1962  | 2e journée  | Red Star Alger    | Stade Municipal (Alger)          | 0-2    | Baïdi 32e et 62e                            | [ Rapport match 6 ]  |
| 28 octobre 1962  | 3e journée  | JSI Issers        | Stade Oukil Ramdane (Tizi Ouzou) | 3-1    | Haouchine 22e, Baïdi 40e, Abbès 90e         | [ Rapport match 7 ]  |
| 11 novembre 1962 | 4e journée  | AS Dellys         | Stade de Dellys (Dellys)         | 2-4    | Haouchine 15e, Zoubir 37e et 43e, Abbès 70e | [ Rapport match 8 ]  |
| 18 novembre 1962 | 5e journée  | JS Bordj Menaiel  | Stade Oukil Ramdane (Tizi Ouzou) | 3-1    | Abbès 10e, Baïdi 16e et 20e                 | [ Rapport match 9 ]  |
| 2 décembre 1962  | 6e journée  | USM Maison-Carrée | Stade Lavigerie (Maison-Carrée)  | 1-3    | Abbès , ?? , Kouffi 85e                     | [ Rapport match 10 ] |
| 20 janvier 1963  | 7e journée  | MC Alger          | Stade de Thenia (Thenia)         | 1-1    | Abbès 88e                                   | [ Rapport match 11 ] |
| 23 décembre 1962 | 8e journée  | ESM Alger         | Stade Municipal (Alger)          | 0-2    | Abbès 5e et 85e                             | [ Rapport match 12 ] |
| 13 janvier 1963  | 9e journée  | WO Rouïba         | Stade de Rouïba (Rouïba)         | 1-2    | Abbès 32e, Moussa 47e                       | [ Rapport match 13 ] |

En effet, le 9 décembre 1962 à l'occasion de la septième journée du championnat, durant la phase aller, la JS Kabylie qui venait de réaliser un parcours parfait, soit six victoires en six journées avec 19 buts marqués pour seulement 4 encaissés, reçoit le MC Alger. C'est avec beaucoup de confiance que les Kabyles entament la rencontre dans leur antre du Stade Oukil Ramdane. Toutefois, la partie ne se déroule pas du tout comme prévu pour les joueurs de Tizi-Ouzou, qui rencontrèrent les pires difficultés dans ce match. En effet, le gardien de but de l'équipe kabyle, Ali Belahcene, venait déjà d'encaisser trois buts lorsque enfin, l'arrière latéral Ferhat Merrad, ex joueur de l'OTO, parvient à niveler la marque en inscrivant sur penalty le troisième but de son équipe. À la 75e minute de jeu survient un fait de jeu important. Le portier du Mouloudia au moment de dégager son camp se fait subtiliser le ballon par l'attaquant Abbès qui passe en retrait à son coéquipier Zoubir qui lui, ne se pose pas de question et trompe d'un beau tir croisé le gardien de but. Le score est à ce moment précis du match de quatre buts à trois, en faveur de la JSK. Il s'ensuivit alors une confusion totale aussi bien sur le terrain que dans les tribunes. L'arbitre de la rencontre est assailli par les joueurs du mouloudia et ne doit son salut qu'à ses jambes. Le match est donc arrêté et ces graves incidents examinés en « Commission de discipline de la Ligue d'Alger de football». À l'issue de cette réunion de la commission, de graves sanctions sont prises avec : une amende pour la JSK à la suite de l'envahissement du terrain par ses supporteurs à la 60e minute de jeu bien avant cet incident ; puis la radiation à vie de deux joueurs du MCA. Cette première affaire disciplinaire connut un tel écho que des communiqués seront diffusés dans les médias afin de tenter de discipliner la population mais aussi les joueurs sur la pratique et le respect de ce sport, de peur que ces faits donnent une mauvaise image de ce sport et de la toute jeune nation algérienne à l'étranger. Concernant le match, la Ligue d'Alger de football, à travers un communiqué rappelle l'éthique de ce sport et décide d'annuler le résultat de cette rencontre. La partie est donc à rejouer sur terrain neutre, le 20 janvier 1963 à Ménerville, faussant quelque peu le résultat de ce championnat.

### Classement à la trêve hivernale
Le classement est établi sur le même barème de points que durant l'époque coloniale, c'est-à-dire qu'une victoire vaut trois points, un match nul deux points et défaite à un point.
| Rang | Équipe            | Pts | J | G | N | P  | Bp | Bc | Diff |
| ---- | ----------------- | --- | - | - | - | -- | -- | -- | ---- |
| 1    | JS Kabylie        | 26  | 9 | 8 | 1 | 0  | 27 | 8  | +19  |
| 2    | USM Maison-Carrée | 22  | 9 | 6 | 2 | 1  | 32 | 9  | +23  |
| 3    | RS Alger          | 21  | 9 | 6 | 3 | 0  | 18 | 10 | +8   |
| 4    | MC Alger          | 20  | 9 | 4 | 3 | 2  | 21 | 11 | +10  |
| 5    | JS Bordj Menaiel  | 20  | 9 | 4 | 3 | 2  | 18 | 18 | 0    |
| 6    | WO Rouïba         | 17  | 9 | 3 | 4 | 2  | 16 | 12 | +4   |
| 7    | ESM Alger         | 15  | 9 | 3 | 6 | 0  | 12 | 21 | -9   |
| 8    | AS Dellys         | 14  | 9 | 2 | 6 | 1  | 12 | 18 | -6   |
| 9    | JSI Issers        | 13  | 9 | 1 | 6 | 2  | 8  | 36 | -28  |
| 10   | ES Aïn-Taya       | 10  | 9 | 0 | 8 | 11 | 9  | 38 | -29  |

- Qualification au tournoi départementale

### Phase retour du Groupe 1 du Critérium Honneur
| Dates           | Journées    | Adversaires       | Lieux des rencontres                | Scores | Buts JSK                                                       | Références           |
| --------------- | ----------- | ----------------- | ----------------------------------- | ------ | -------------------------------------------------------------- | -------------------- |
| 27 janvier 1963 | 10e journée | ES Aïn-Taya       | Stade de Aïn Taya (Aïn Taya)        | 1-5    | Cherrak et pen, Abbès , Zoubir , ??                            | [ Rapport match 14 ] |
| 3 février 1963  | 11e journée | RS Alger          | Stade Oukil Ramdane (Tizi Ouzou)    | 2-0    | Baïdi 10e, Cherrak 82e                                         | [ Rapport match 15 ] |
| 17 février 1963 | 12e journée | AS Dellys         | Stade Oukil Ramdane (Tizi Ouzou)    | 0-0    | -                                                              | [ Rapport match 16 ] |
| 24 février 1963 | 13e journée | JS Bordj Menaïel  | Stade Salah Takjrad (Bordj Menaïel) | 1-1    | Abbès                                                          | [ Rapport match 17 ] |
| 24 mars 1963    | 14e journée | ESM Alger         | Stade Municipal (Alger)             | 4-0    | Abbès 6e et 40e, Cherrak II 35e, Cherrak 88e                   | [ Rapport match 18 ] |
| 14 avril 1963   | 15e journée | JSI Issers        | Stade des Issers (Issers)           | 1-7    | Abbès 2e et , Baïdi 10e, Ouahabi 18e et 40e, Chaou 42e, Kouffi | [ Rapport match 19 ] |
| 7 avril 1963    | 16e journée | WO Rouïba         | Stade Oukil Ramdane (Tizi Ouzou)    | 2-1    | Kouffi II 40e, Kouffi I 43e                                    | [ Rapport match 20 ] |
| 21 avril 1963   | 17e journée | USM Maison-Carrée | Stade Oukil Ramdane (Tizi Ouzou)    | 1-2    | Abbès 57e                                                      | [ Rapport match 21 ] |
| 4 mai 1963      | 18e journée | MC Alger          | Stade de Bologhine (Alger)          | 1-0    | -                                                              | [ Rapport match 22 ] |

### Classement final
| Rang | Équipe            | Pts | J  | G  | N | P  | Bp | Bc | Diff |
| ---- | ----------------- | --- | -- | -- | - | -- | -- | -- | ---- |
| 1    | MC Alger          | 47  | 18 | 13 | 3 | 2  | 49 | 13 | +36  |
| 2    | JS Kabylie        | 47  | 18 | 13 | 3 | 2  | 50 | 15 | +35  |
| 3    | USM Maison-Carrée | 42  | 18 | 10 | 4 | 4  | 48 | 18 | +30  |
| 4    | RS Alger          | 39  | 18 | 10 | 1 | 7  | 32 | 25 | +7   |
| 5    | JS Bordj Menaiel  | 37  | 18 | 6  | 7 | 5  | 32 | 24 | +8   |
| 6    | ESM Alger         | 37  | 18 | 9  | 1 | 8  | 24 | 28 | -4   |
| 7    | WO Rouïba         | 35  | 18 | 7  | 3 | 8  | 27 | 21 | +6   |
| 8    | AS Dellys         | 31  | 18 | 5  | 3 | 10 | 20 | 33 | -13  |
| 9    | JSI Issers        | 23  | 18 | 1  | 3 | 14 | 10 | 62 | -52  |
| 10   | ES Aïn-Taya       | 22  | 18 | 2  | 0 | 16 | 17 | 71 | -54  |

- Qualification au tournoi départementale

### Bilan et conséquences
La JS Kabylie termine finalement la saison à la deuxième place du groupe I, bien qu'ex æquo, derrière le MC Alger à la différence de but, à la suite d'un parcours honorable dont elle fut championne d'hiver. Ce dernier dispute le tournoi régional et s'incline face à l'USM Alger. Le tournoi national final ayant lieu à Alger, le vainqueur de la région centre et son dauphin sont donc tous deux qualifiés. Finalement, on retrouve les deux représentants de la région centre en finale de la compétition et c'est une nouvelle fois l'USMA qui s'impose face au MCA, faisant d'elle le premier champion d'Algérie de football.

## Coupe d'Algérie de football (1962-1963)
| Dates            | Journées | Adversaires        | Lieux des rencontres | Scores    | Buts JSK | Références           |
| ---------------- | -------- | ------------------ | -------------------- | --------- | -------- | -------------------- |
| 4 novembre 1962  | 2e tour  | ES Ben Aknoun      | ?                    | 2-0       | ?        | [ Rapport match 23 ] |
| 24 novembre 1962 | 3e tour  | JS Bordj Menaiel   | ?                    | 4-1       | ?        | [ Rapport match 24 ] |
| 16 décembre 1962 | 4e tour  | Stade Guillotville | ?                    | 3-3 (a.p) | ?        | [ Rapport match 25 ] |

En Coupe d'Algérie de football, dont c'est également la première édition, la victoire finale ira à l'ES Sétif qui s'impose deux buts à zéro face à l'ES Mostaganem. la JSK quant à elle, s’arrête au quatrième tour de la compétition face au Stade Guyotville, défaite par la règle du premier but inscrit, alors que la rencontre s'était achevée sur le score nul de trois buts partout.

## Buteurs
| Joueurs   | Championnat | Coupe d'Algérie | Total |
| --------- | ----------- | --------------- | ----- |
| Abbès     | 15          | 0               | 15    |
| Baïdi     | 7           | 0               | 7     |
| Cherrak   | 5           | 0               | 5     |
| Kouffi    | 4           | 0               | 4     |
| Ouahabi   | 2           | 0               | 2     |
| Haouchine | 2           | 0               | 2     |
| Zoubir    | 2           | 0               | 2     |
| Moussa    | 1           | 0               | 1     |
| Chaou     | 1           | 0               | 1     |
| Total     | 39          | 0               | 39    |

## Voir également
- Jeunesse sportive de Kabylie

- Classico algérien